# 大龙洞水库
大龙洞水库是中国广西壮族自治区南宁市上林县西燕镇境内的一座水库，建于1958年。水库正常库容为12600万立方米，集雨面积为0平方千米。